# Pflegebett

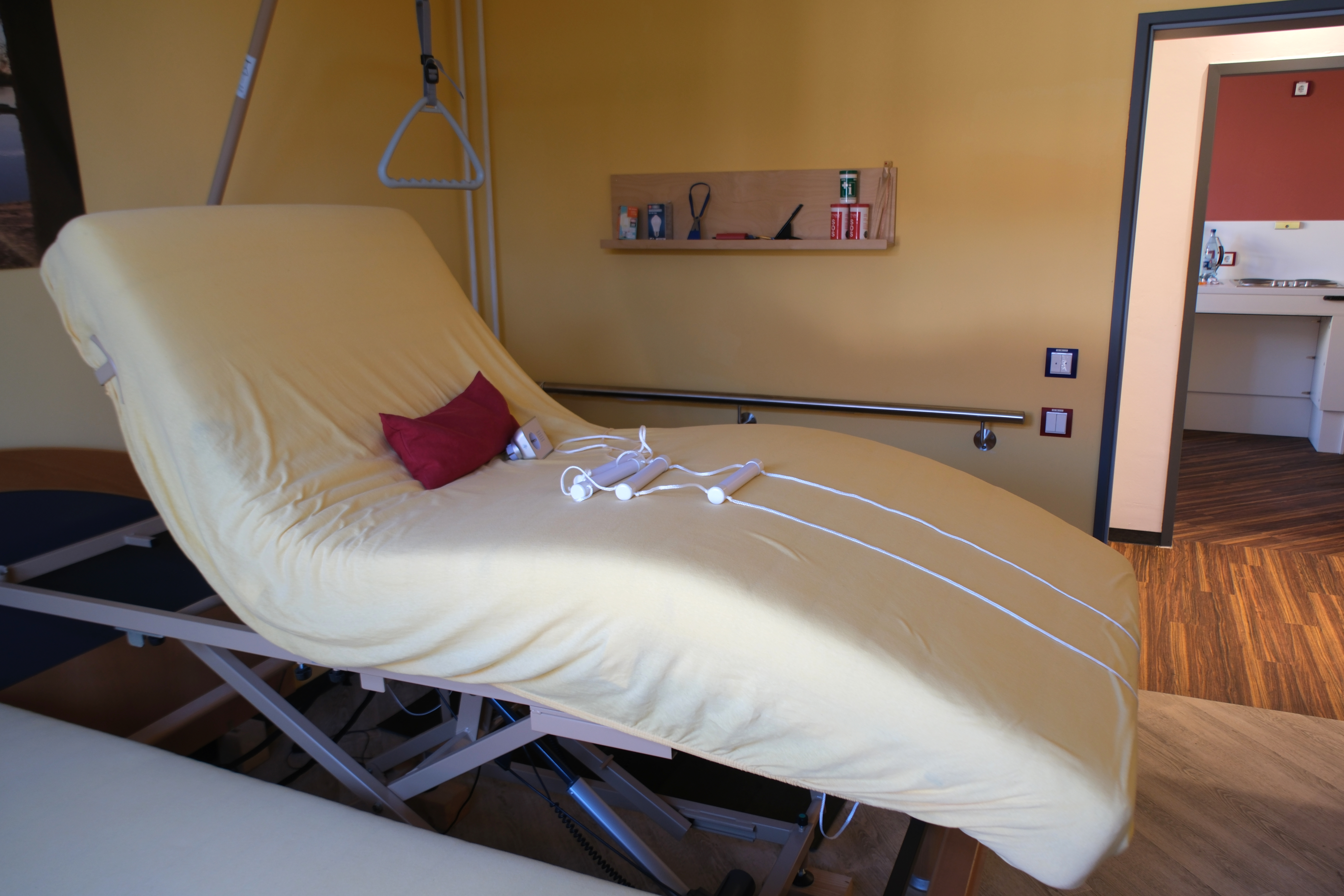
Pflegebett

Pflegebett bezeichnet ein Bett, welches an die besonderen Merkmale und Bedürfnisse von Menschen in einer Phase der Krankheit oder mit Behinderungen angepasst ist. Das Einsatzgebiet von Pflegebetten ist in der häuslichen oder stationären Pflege (Alten- und Pflegeheime).

## Geschichte
In Hospitälern wurden in der Vergangenheit häufig einfach gebaute Holzgestelle mit einer stabilen Bretterlage sowie einer Strohmatratze verwendet. Wenn ein Patient eine besondere Lagerung benötigte, wurde versucht, die entsprechende Position mit Decken oder Kissen zu erreichen. Im 19. Jahrhundert kamen seilgeführte Konstruktionen hinzu, mit denen einzelne Glieder (Beine oder Arme) besonders gelagert wurden.
Die Strohmatratzen wurden durch andere Matratzen-Typen ersetzt. In Hospitälern und Militär-Lazaretten wurden spezielle Betten für Kranke entwickelt.
Lange Zeit verwendete man manuell verstellbare Systeme. Elektrisch verstellbare Systeme entlasten das Pflegepersonal und machen den Liegenden autonomer. Technische Neuerungen, die sich bei Krankenhausbetten bewährt haben, werden oft auch bei Pflegebetten verwendet.

## Gründe für die Entwicklung von Pflegebetten
In herkömmlichen Betten wurde in der Vergangenheit vor allem auf das Design und die „Bequemlichkeit“ Wert gelegt, wobei unter Bequemlichkeit häufig das weiche Liegen verstanden wurde. Für Kranke und Behinderte hatte man sehr häufig nur einfache und harte Liegen zur Verfügung. Mit der Erkenntnis, dass eine bedarfsgerecht gelagerte Person, die einen erholsamen Schlaf genossen hat,
- sowohl widerstandsfähiger gegen eine vorhandene Krankheit ist,
- als auch in kürzerer Zeit regeneriert,

entstanden erste Ideen für Betten mit erweiterter Funktionalität.
Durch die Einführung eines winkelverstellbaren Rückenteils konnte man ohne zusätzliche Kissen die Liegenden in einer halbsitzenden Position einigermaßen stabil lagern. Dadurch war das Essen im Bett erheblich einfacher zu sich zu nehmen/zuzuführen. Weitere Lagerungsformen wurden möglich, die sowohl schmerzmindernd als auch die Therapie unterstützend waren.
Die weitere Teilung der Liegefläche mit der Möglichkeit, die einzelnen Teile unter verschiedenen Winkeln einstellen zu können, führte zu neuen therapeutischen Lagerungsformen. Ein großer Vorteil dieser fest eingestellten Winkel in der Liegefläche ist, dass der Patient nicht, wie bei Kissenlagerung, durch unbewusste Bewegungen die Lagerung verstellen kann.
Mit der Entwicklung der höhenverstellbaren Liegefläche wurde zusätzlich, unter ergonomischen Gesichtspunkten, auf die Arbeit der Pflegenden Rücksicht genommen.
- Zum leichteren Einsteigen in das Pflegebett kann die Liegefläche abgesenkt werden.
- Während der Pflege kann die Liegefläche auf „Arbeitshöhe“ (Matratzenoberkante etwa 80 cm hoch) angehoben werden.

Die zugelassenen Pflegebetten erfüllen heute folgende Anforderungen:
- Die eingesetzten Materialien erfüllen auch langfristig sehr hohe Ansprüche der modernen Hygiene bei einem überschaubaren Reinigungsaufwand
- Den Belastungen sowohl durch hohes Körpergewicht, als auch durch sehr viele Bewegungszyklen wird ohne Ausfälle standgehalten.
- Die Betten werden regelmäßig (wie gesetzlich vorgeschrieben) gewartet.

In den Jahren 1999 bis 2002 kam es in einigen Fällen unsachgemäßer Pflege in Kombination mit einer konstruktiven Schwäche in der Elektrik zu Kurzschlüssen in Pflegebetten. Als Folge kam es immer wieder zu Bränden in den Pflegebetten. Diese Schwäche wurde durch erhöhte Anforderungen an den Feuchtigkeitsschutz der Elektrik behoben. Alle zugelassenen Pflegebetten müssen in Bezug auf die Sicherheit mindestens die Anforderungen der Norm für Krankenhausbetten (EN 60601-2-52) erfüllen. Neben anderen Voraussetzungen wie dem Überrollschutz der Kabel sollen die Antriebssysteme von Pflegebetten die Feuchtigkeitsschutzklasse IPX 4 haben.
Die Entwicklung der Pflegebetten wurde in den letzten Jahren immer stärker in zwei Richtungen betrieben:
- Verbesserung der Ausstattung in vielen einzelnen Elementen (Verbesserte Handhabung der Steuerung, Umfeldsteuerung/Sprachsteuerung, Infrarot-Fernbedienung, mehr einzeln ansteuerbare Segmente des Lattenrostes usw.), Entwicklung von Design-Versionen für den privaten Markt, bei denen man den Unterschied zu einem herkömmlichen Bett nicht sofort erkennt.
Hier sehen die Krankenkassen einen Übergang vom Hilfsmittel zur Linderung einer Behinderung zum Gebrauchsgegenstand des täglichen Lebens. Gleichzeitig bieten nicht nur klassische Sanitätshäuser, sondern auch qualifizierte Bettenfachgeschäfte diese Pflegebetten an.
- Vereinfachung der Ausstattung, um den Forderungen der Kassen nach Kostensenkung nachzukommen. Schnelle Montierbarkeit und Demontierbarkeit, um die Wiedereinsatzkosten gering zu halten. Einsatz von einfachen und robusten Materialien.

## Grundlegender Aufbau und Funktionalität von Pflegebetten
Typische Merkmale von Pflegebetten sind eine mehrfach verstellbare Liegefläche, eine Höhenverfahrbarkeit auf mindestens 65 cm und sicher feststellbare Rollen mit einem Mindestdurchmesser von 10 cm. Materialien und Funktionselemente (Motoren, Handschalter) müssen den besonderen Hygieneanforderungen in der Pflege genügen.
Die mehrfach geteilte, zumeist elektrisch verstellbare Liegefläche ermöglicht die Lagerung in verschiedenen Positionen, wie z. B. dem Komfortsitz, der Schock- oder der Herzlage. Liegefläche und Matratze sollten an die Körperform und das -gewicht sowie das Krankheitsbild des Patienten angepasst sein.
Durch die Höhenverstellbarkeit ermöglicht das Pflegebett sowohl eine ergonomische Arbeitshöhe für Pflegende und Therapeuten, als auch eine passende Ein- und Ausstiegsposition für die Bewohner.
Matratzen für Pflegebetten unterliegen keinen besonderen Bestimmungen und richten sich nach den Gewohnheiten des Benutzers. Bei speziellen Krankheitsbildern kann aber eine besondere Matratze notwendig werden, um Druckstellen zu vermeiden oder die Wirbelsäule zu entlasten. Zu diesem Zweck können beispielsweise Antidekubitus-, Druckverteilungs- oder Wassermatratzen zum Einsatz kommen.
Als Zubehör oder Sonderausstattung werden angeboten:
- Aufrichthilfe mit einem Triangelgriff (Bettbügel, umgangssprachlich „Bettgalgen“)
- Winkelverstellbarkeit der gesamten Liegefläche zur medizinischen Lagerung (z. B. Herzlage)
- Seitengitter, um das Herausfallen der Patienten zu verhindern,
- sowie weitere Fixierungsvorrichtungen, um unruhige Patienten zu sichern.
- Infusionshalter
- Fußstützen

## Vorgaben für Pflegebetten
Pflegebetten unterliegen in der Entwicklung, Herstellung und dem Vertrieb unter anderen den Bestimmungen
- der (EU) 2017/745 EU-Medizinprodukte-Verordnung (unmittelbar gültig ohne nationale Umsetzung)
- der 93/42 EWG EG-Medizinprodukte-Richtlinie (MDD) (nur noch übergangsweise anzuwenden, ersetzt durch MDR)
- des Medizinprodukte-Gesetz (MPG) (Gesetzgebung in Deutschland zur Umsetzung der MDD)
- 89/336 EWG Elektromagnetische Verträglichkeit
- EN 1441 Risikoanalyse Medizinprodukte (Siehe Risikomanagement)
- DIN EN 60601-1 medizinische elektrische Geräte
- DIN EN 60601-2-52 (als Ersatz für EN 1970 und DIN EN 60601-2-38)

## Kostenübernahme für Pflegebetten durch die gesetzlichen Krankenkassen (Deutschland)
Wenn eine entsprechende Indikation (lange Bettlägerigkeit die Pflege notwendig macht, Bedarf besonderer Lagerungsformen usw.) vorliegt, müssen die gesetzlichen Krankenkassen ihren Mitgliedern ein Pflegebett zur Verfügung stellen. Die Pflegebetten, die von den Krankenkassen eingesetzt werden dürfen, müssen entsprechend dem Fünften Buch Sozialgesetzbuch (Krankenversicherung – SGB V) oder dem Elften Buch Sozialgesetzbuch (Pflegeversicherung – SGB XI) in den jeweiligen Verzeichnissen (Hilfsmittelverzeichnis oder Pflegehilfsmittelverzeichnis) gelistet sein. Für Pflegebetten sind folgende Nummernkreise vorgesehen:
- (SGB V) 19.40.01.0001 bis 19.40.01.3999 – In diesen Nummernkreisen sind Pflegebetten mit rein manueller Verstellung bis hin zu vollständig elektrischer Verstellung gelistet.
- (SGB XI) 50.45.01.0001 bis 50.45.01.2999 – In diesen Nummernkreisen sind Pflegebetten mit rein manueller Verstellung bis hin zu vollständig elektrischer Verstellung, sowie Pflegebetten für kleinwüchsige Menschen und Kinder gelistet.

Um in diesen Hilfsmittel-Verzeichnissen gelistet zu werden, muss ein Produkt besondere Freigabeverfahren durchlaufen. Zu den Freigabekriterien gehört die Belastbarkeit, genauso wie die Langlebigkeit und die konstruktive sowie bauliche Sicherheit. Die Einhaltung dieser Kriterien wird von unabhängigen Testinstituten geprüft. Hilfsmittel, die nicht gelistet sind, benötigen der Einzelfreigabe sowohl von der gesetzlichen als auch privaten Krankenversicherung.

## Spezialpflegebetten

### Aufstehbett
Neben den Grundfunktionen eines Pflegebettes bietet das Aufstehbett zusätzlich noch eine Drehfunktion, die einen Menschen aus der Liegeposition elektromotorisch betrieben in die Sitzposition bringt. In der Sitzposition (Rücken- und Seitenlehnen) sind viele Aktivitäten wie Essen, Lesen usw. einfacher durchführbar. Es bietet zusätzlich elektromotorische Unterstützung beim Aufstehen. Der Einsatzbereich von Aufstehbetten:
- Erhaltung der Selbstständigkeit, sowie das Wiederausbilden (z. B.: nach einem Schlaganfall)
- Unterstützung des Kreislaufes, der Atmung, sowie der Darm- und Blasentätigkeit bei langfristig Bettlägerigkeit.
- motorische und funktionale Unterstützung der aktiven und passiven Mobilisation.

### Bett-in-Bett-Systeme / Einlegerahmen
Bett-im Bett-Systeme sind eine Möglichkeit, die Funktionalität eines Pflegebettes in einem herkömmlichen Bettrahmen nachzurüsten. Ein Bett-im-Bett-System bietet eine elektrisch mehrfach verstellbare Liegefläche, die statt des herkömmlichen Lattenrostes in ein vorhandenes Bett eingesetzt wird. Die Funktionalität eines Pflegebettes wird so in die gewohnte Möblierung des Schlafzimmers integriert.

### Krankenhausbett
In Krankenhäusern gelten erhöhte Anforderungen an die Hygiene sowie an die Stabilität und die Langlebigkeit eines Bettes. Häufig sind Krankenhausbetten ergänzend zu den Grundfunktionen eines Pflegebettes zusätzlich mit besonderen Vorrichtungen ausgestattet (z. B.: Halterungen für Infusionen, Anschlüsse zur Intensiv-Versorgung usw.).

### Niedrig- oder Niederflurbett
Bei einem Niedrigbett lässt sich die Liegefläche zur Sturzfolgen-Prävention bodennah absenken. Die in der Schlafposition geringe Betthöhe von typischerweise etwa 25 cm über dem Boden – ggf. in Verbindung mit vor dem Bett auszulegenden Abrollmatten – verringert das Verletzungsrisiko beim Fall aus dem Bett. Niedrigbetten ermöglichen es dadurch, auch bei motorisch unruhigen Nutzern auf klassische, aber rechtlich oft problematische sogenannte „freiheitseinschränkende Maßnahmen“ (Seitengitter, Fixiervorrichtungen) weitgehend zu verzichten.

### Niedrigstbett / Ultraniedrigbett / Floor-Bed
Das Niedrigstbett ist eine Weiterentwicklung des Niedrigbetts mit Absenkmöglichkeit der Liegefläche auf weniger als 10 cm über dem Boden, so dass Sturzfolgen-Prävention auch ohne zusätzlich auszulegende Bodenmatten gewährleistet ist. Zur Erhaltung und Förderung der Mobilität soll die besonders niedrige Höhe motorisch eingeschränkten Menschen zudem die Möglichkeit eröffnen, z. B. im Vierfüßlerstand eigenständig zurück ins Bett gelangen zu können.

### Schwerlastbett
Ein Schwerlastbett ist für pflegebedürftige Menschen mit sehr hohem Körpergewicht konstruiert und ist in der Regel mit 120 bis 150 cm auch breiter als ein Standard-Krankenhausbett. Da so ein Bett selbst über 350 kg wiegt, kann es nur dort aufgestellt werden, wo unter anderem die Gebäudestatik für hohes Gewicht ausgelegt ist. Mit einem schwergewichtigen Menschen und eventuellem Zubehör im oder am Bett kann das Gesamtgewicht bis zu 900 kg betragen.

### Seitenlagerungsbett
Die Liegefläche eines Seitenlagerungsbettes kann in der Längsachse gedreht bzw. angewinkelt werden. Dies geschieht üblicherweise durch Anheben einer Längsseite der Liegefläche. Alternativ gibt es auch Varianten, bei denen die Liegefläche in Längssegmente geteilt ist. Diese Längssegmente lassen sich dann als Gruppe oder einzeln anwinkeln.
Die Druckbelastungsfläche des im Bett Liegenden wird durch die Veränderung des Winkels verschoben. Einzelne Flächen werden entlastet und die Auflagefläche variiert (Flächenpressung des Körpers erhöht oder gesenkt).
Diese Umlagerungen können zeitlich gesteuert, immer wiederholend durchgeführt werden. Man erreicht mit dieser Methode einen ähnlichen Dekubitusschutz wie bei einer Wechseldruck-Matratze. Ein wesentlicher Unterschied zur Wechseldruckmatratze besteht im Liegempfinden. Das Liegen auf einer Wechseldruckmatratze wird häufig mit dem Liegen auf einer Luftmatratze verglichen. Im Seitenlagerungsbett liegt der Patient üblicherweise auf einer Schaumstoffmatratze. Bei der Seitenlagerung besteht das Risiko, dass der Patient, wenn er die Seitenlagerung nicht selbst steuert, in eine ungeplante und möglicherweise unangenehme Liegeposition gebracht wird.

### Stehbett
Zusätzlich zu den Einstellungen für liegende und sitzende Positionen kann der liegende Patient in einem Stehbett über das Fußende in eine Stehposition gebracht werden. Das Stehbett ist für das Stehtraining von Para- und Tetraplegikern geeignet. Es unterstützt den Kreislauf, die Atmung, sowie die Darm- und Blasentätigkeit. Die eigentliche Stehfunktion kann bei den meisten Patienten nur in fixierter Lage angesteuert werden. Die Hilfe zur Selbstständigkeit ist nur begrenzt möglich.

### „Intelligentes“ Pflegebett / Smart Bett
Als so genannte „intelligente“ oder „smarte“ Pflegebetten werden technisch ausgestattete Pflegebetten mit Sensor- und Meldefunktionen bezeichnet.
Die Sensorik im intelligenten Pflegebett kann beispielsweise Bettanwesenheit erfassen, Bewegungsprofile des Bewohners aufzeichnen oder Feuchtigkeit im Bett registrieren. Diese Messwerte werden kabelgebunden oder auch drahtlos an das Pflegepersonal übermittelt. Sie sind mit Alarmfunktionen gekoppelt und dienen den Pflegekräften zur Einschätzung des Handlungsbedarfs.
Intelligente Pflegebetten sollen zur Qualitätsverbesserung in der Pflege beitragen. So dienen beispielsweise die dokumentierten Sensordaten der Bewegungsintensität im Bett als Entscheidungshilfe, um zu erkennen, ob ein Bewohner zur Dekubitusprophylaxe umgelagert werden muss.

## Begriffsklärung umgangssprachlicher Anwendung
Sanitätshausbett
Bezeichnet ein Pflegebett für die häusliche Pflege. Da Pflegebetten früher fast nur über Sanitätshäuser vertrieben wurden, hat sich dieser Begriff in einigen Gegenden eingebürgert.
Seniorenbett
Häufig wird hiermit ein Pflegebett gemeint. Im Bettenfachhandel wird so jedoch ein normales Bett mit erhöhter Liegefläche (Höhe Matratzenoberkante > 50 cm) genannt. Ziel dieser höheren Liegefläche ist es, dass sich die Füße in der Sitzposition oberhalb des Fußbodens befinden, man also von der Bettkante rutschen kann. 